# Matthias Rohlfs (Rechenmeister)
Matthias Rohlfs (geboren 18. September 1726 oder 1728 in Hohenfelde in Holstein; gestorben 13. April 1794 in Buxtehude) war ein holsteinischer Rechenmeister und Landvermesser sowie Verfasser zahlreicher in Hamburg und Altona erschienener Kalender.
Rohlfs, der seine Ausbildung von seinem Vater, dem Astronomen, Mathematiker und Lehrer Nicolaus Rohlfs erhalten hatte, arbeitete zudem als Lehrer an einer einem Gymnasium gleichstehenden Schule.
Als Kalendermacher schuf der der evangelischen Konfession angehörige Rohlfs unter anderem folgende, in verschiedenen Orten und zu verschiedenen Zeiten gedruckte Kalender:
- Königl. Schleswig-Holsteinis. Schreib-Calender, Altona 1752[3]
- Siebenfacher Königl. Groß-Britannisch- und Chur-Fürstl. Braunschweig- Lüneburgischer Staats-Calender, Lauenburg 1752[3]
- Historischer Schreib- Hauß- und Berg-Calender, Clausthal 1754.[3]